# USO (objekt)
 For alternative betydninger, se USO. (Se også artikler, som begynder med USO)
USO (Unidentified submerged object) er et undervandsobjekt af ukendt oprindelse, som er konstateret ved visuelle, optiske eller mekaniske metoder, der forbliver uidentificeret trods omfattende undersøgelser.
USO er den maritime modsætning til ufo.